# Lim Dong-hyek
Lim Dong-hyek, kor. 임동혁 (ur. 25 lipca 1984 w Seulu) – południowokoreański pianista; laureat wielu konkursów pianistycznych. Jego starszym bratem jest pianista Lim Dong-min

## Życiorys
Pierwsze lekcje gry fortepianowej pobierał w Państwowym Koreańskim Konserwatorium. W latach 1994–1998 uczył się w Moskiewskiej Centralnej Szkole Muzycznej. Następnie studiował w Konserwatorium Moskiewskim im. Piotra Czajkowskiego, w Hochschule fur Musik w Hanoverze, a wreszcie w nowojorskiej Juilliard School.
Jest laureatem wielu konkursów pianistycznych:
- Międzynarodowy Konkurs Chopinowski dla Młodych Pianistów w Moskwie (1996) – II nagroda
- Międzynarodowy Konkurs Pianistyczny im. Ferruccio Busoniego we Włoszech (2000) – V nagroda
- Międzynarodowy Konkurs Pianistyczny w Hamamatsu (2000) – II nagroda
- Międzynarodowy Konkurs im. Marguerite Long i Jacques’a Thibaud (2001) – I miejsce i nagroda specjalna za najlepsze wykonanie muzyki francuskiej
- Międzynarodowy Konkurs Muzyczny im. Królowej Elżbiety Belgijskiej (2003) – III nagroda (odmowa przyjęcia)[3]
- XV Międzynarodowy Konkurs Pianistyczny im. Fryderyka Chopina w Warszawie (2005) – III nagroda (ex aequo ze swoim bratem Lim Dong-minem)
- Międzynarodowy Konkurs Muzyczny im. Piotra Czajkowskiego (2007) – IV nagroda (ex aequo z Sergiejem Sobolewem)

Koncertuje w wielu miastach Europy, Azji i obu Ameryk. Często pojawia się na festiwalach muzycznych, m.in. dwukrotnie na Międzynarodowym Festiwalu Chopinowskim w Dusznikach-Zdroju.

## Repertuar i dyskografia
Nagrał kilka płyt dla wytwórni EMI, Deutsche Grammophon i Warner Classics, na których utrwalił utwory Fryderyka Chopina, Franza Schuberta, Maurice’a Ravela, Wolfganga Amadeusa Mozarta, Johanna Sebastiana Bacha i Ludwiga van Beethovena.